# Dipodomys merriami
Dipodomys merriami là một loài động vật có vú trong họ Chuột bìu má, bộ Gặm nhấm. Loài này được Mearns mô tả năm 1890.

## Hình ảnh

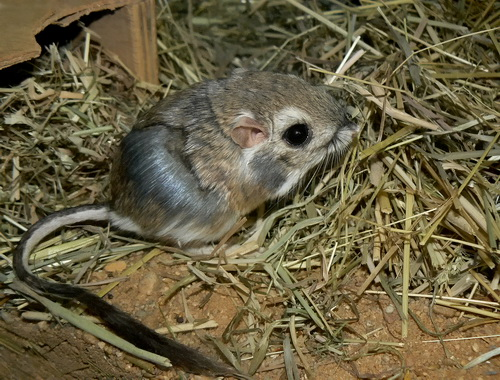
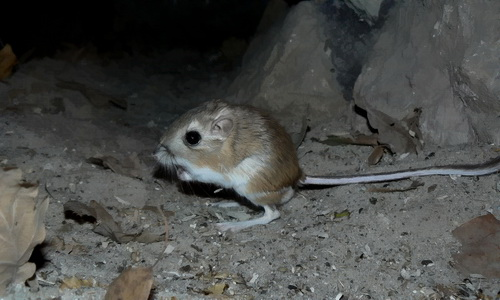
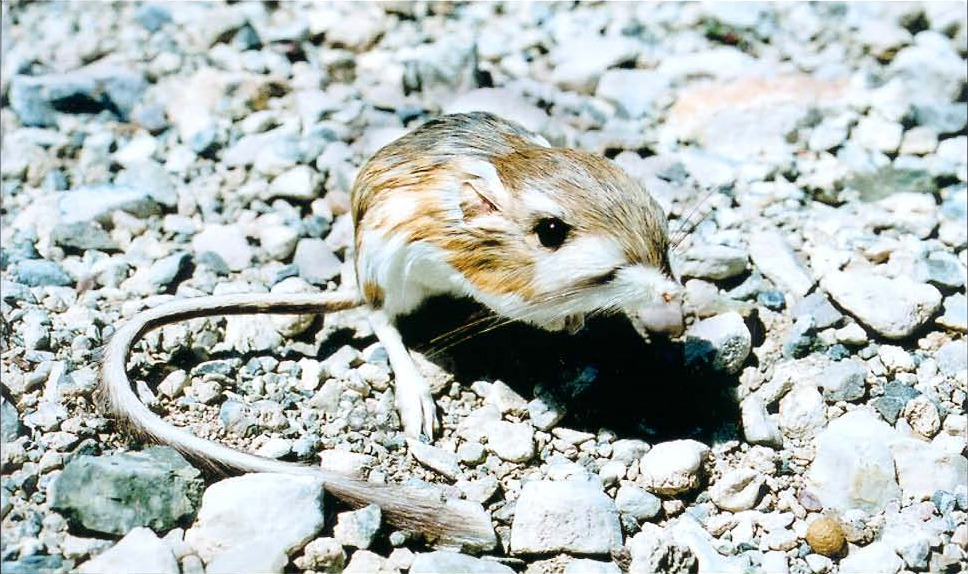